# Portugalia na Zimowych Igrzyskach Olimpijskich 2022
Portugalia na Zimowych Igrzyskach Olimpijskich 2022 – występ kadry sportowców reprezentujących Portugalię na igrzyskach olimpijskich, które odbyły się w Pekinie, w Chińskiej Republice Ludowej, w dniach 4-20 lutego 2022 roku.
Reprezentacja Portugalii liczyła troje zawodników – jedną kobietę i dwóch mężczyzn.
Był to dziewiąty start Portugalii na zimowych igrzyskach olimpijskich.

## Reprezentanci

### Biegi narciarskie
| Zawodnik    | Konkurencja                | Kwalifikacje | Kwalifikacje | Ćwierćfinały | Ćwierćfinały | Półfinały | Półfinały | Finał   | Finał    | Finał   | Źródło |
| Zawodnik    | Konkurencja                | Czas         | Miejsce      | Czas         | Miejsce      | Czas      | Miejsce   | Czas    | Strata   | Miejsce | Źródło |
| ----------- | -------------------------- | ------------ | ------------ | ------------ | ------------ | --------- | --------- | ------- | -------- | ------- | ------ |
| José Cabeça | bieg indywidualny mężczyzn | —            | —            | —            | —            | —         | —         | 49:12,0 | +11:17,2 | 88.     | [ 1 ]  |

### Narciarstwo alpejskie
| Zawodnik         | Konkurencja            | 1 przejazd | 1 przejazd | 2 przejazd | 2 przejazd | Łącznie | Łącznie | Źródło |
| Zawodnik         | Konkurencja            | Czas       | Pozycja    | Czas       | Pozycja    | Czas    | Pozycja | Źródło |
| ---------------- | ---------------------- | ---------- | ---------- | ---------- | ---------- | ------- | ------- | ------ |
| Ricardo Brancal  | slalom mężczyzn        | 1:06,24    | 46.        | 1:00,07    | 38.        | 2:06,31 | 39.     | [ 2 ]  |
| Ricardo Brancal  | slalom gigant mężczyzn | 1:16,83    | 42.        | 1:20,57    | 36.        | 2:37,40 | 37.     | [ 2 ]  |
| Vanina Guerillot | slalom kobiet          | 59,45      | 46.        | DNF        | DNF        | DNF     | DNF     | [ 3 ]  |
| Vanina Guerillot | slalom gigant kobiet   | 1:10,59    | 55.        | 1:06,33    | 39.        | 2:16,92 | 43.     | [ 3 ]  |